# Snowboard-Juniorenweltmeisterschaften 2019
Die 23. FIS-Snowboard-Juniorenweltmeisterschaften fanden am 26. Januar 2019 in Leysin und vom 29. März bis 14. April 2019 in Rogla, Reiteralm und im Skigebiet Kläppen statt. Ausgetragen wurden Wettkämpfe in den Disziplinen Parallelslalom, Parallel-Riesenslalom, Snowboardcross, Halfpipe, Slopestyle, Big Air und Mixed-Wettbewerbe im Snowboardcross und Parallelslalom.

## Medaillenspiegel
| Platz | Land               | Gold | Silber | Bronze | Gesamt |
| ----- | ------------------ | ---- | ------ | ------ | ------ |
| 1.    | Russland           | 4    | 1      | 3      | 8      |
| 2.    | Kanada             | 3    | 3      | 3      | 9      |
| 3.    | Japan              | 3    | 3      | 1      | 7      |
| 4.    | Frankreich         | 2    | 1      | 0      | 3      |
| 5.    | Deutschland        | 1    | 2      | 1      | 4      |
| 6.    | Ukraine            | 1    | 0      | 0      | 1      |
| 7.    | Vereinigte Staaten | 0    | 1      | 1      | 2      |
| 8.    | Schweiz            | 0    | 1      | 0      | 1      |
| 8.    | Finnland           | 0    | 1      | 0      | 1      |
| 8.    | Slowakei           | 0    | 1      | 0      | 1      |
| 11.   | Italien            | 0    | 0      | 2      | 2      |
| 12.   | Australien         | 0    | 0      | 1      | 1      |
| 12.   | Belgien            | 0    | 0      | 1      | 1      |
| 12.   | Südkorea           | 0    | 0      | 1      | 1      |
|       | Gesamt             | 14   | 14     | 14     | 42     |

## Ergebnisse Frauen

### Parallelslalom
| Platz | Land     | Sportlerin               |
| ----- | -------- | ------------------------ |
| 1     | Russland | Marija Walowa            |
| 2     | Japan    | Tsubaki Miki             |
| 3     | Russland | Anastassija Kurotschkina |
| 4     | Italien  | Jasmin Coratti           |
| 5     | Russland | Sofija Nadyrschina       |
| 6     | Kanada   | Kaylie Buck              |
| 7     | Polen    | Aleksandra Michalik      |
| 8     | Russland | Maria Volgina            |

Datum: 3. April 2019 in Rogla.
 Es waren 58 Teilnehmerinnen am Start.

9.  Xenia Spörri

20.  Ricarda Hauser

24.  Miriam Weis

30.  Flurina Neva Bätschi

31.  Pia Schöffmann

32.  Martina Ankele

50.  Eliane Kleesattel

51.  Celine Galler

### Parallel-Riesenslalom
| Platz | Land      | Sportlerin               |
| ----- | --------- | ------------------------ |
| 1     | Russland  | Anastassija Kurotschkina |
| 2     | Russland  | Sofija Nadyrschina       |
| 3     | Italien   | Jasmin Coratti           |
| 4     | Japan     | Tsubaki Miki             |
| 5     | Polen     | Maria Chyc               |
| 6     | Südkorea  | Jang Seo-hee             |
| 7     | Slowenien | Sara Goltes              |
| 8     | Polen     | Oliwia Pawlikowska       |

Datum: 2. April 2019 in Rogla.
 Es waren 58 Teilnehmerinnen am Start.

20.  Ricarda Hauser

23.  Pia Schöffmann

24.  Martina Ankele

25.  Celine Galler

26.  Miriam Weis

31.  Eliane Kleesattel

36.  Flurina Neva Bätschi

### Snowboardcross
| Platz | Land        | Sportlerin                    |
| ----- | ----------- | ----------------------------- |
| 1     | Deutschland | Jana Fischer                  |
| 2     | Frankreich  | Chloé Passerat                |
| 3     | Australien  | Emily Boyce                   |
| 4     | Frankreich  | Alexia Queyrel                |
| 5     | Australien  | Christina Taylor              |
| 6     | Schweiz     | Aline Albrecht                |
| 7     | Russland    | Jekaterina Loktewa-Sagorskaja |
| 8     | Schweiz     | Sina Siegenthaler             |

Datum: 1. April 2019 am Reiteralm
 Es waren 52 Teilnehmerinnen am Start.

11.  Anouk Dörig

18.  Leonie Wiedmer

21.  Lara Kristin Stockreiter

22.  Celia Trinkl

### Halfpipe
| Platz | Land                | Sportlerin     |
| ----- | ------------------- | -------------- |
| 1     | Japan               | Mitsuki Ono    |
| 2     | Vereinigte Staaten  | Tessa Maud     |
| 3     | Deutschland         | Leilani Ettel  |
| 4     | Volksrepublik China | Wang Jingjing  |
| 5     | Schweiz             | Berenice Wicki |
| 6     | Japan               | Ruki Tomita    |
| 7     | Volksrepublik China | Wang Xianjie   |
| 8     | Volksrepublik China | Fu Xinya       |

Datum: 26. Januar 2019 in Leysin.
 Es waren 17 Teilnehmerinnen am Start.

11.  Elena Schütz

### Slopestyle
| Platz | Land               | Sportlerin        |
| ----- | ------------------ | ----------------- |
| 1     | Kanada             | Sommer Gendron    |
| 2     | Finnland           | Evelina Taka      |
| 3     | Vereinigte Staaten | Ty Schnorrbusch   |
| 4     | Belgien            | Evy Poppe         |
| 5     | Japan              | Kanari Okuyama    |
| 6     | Japan              | Hinari Asanuma    |
| 7     | Niederlande        | Melissa Peperkamp |
| 8     | Deutschland        | Annika Morgan     |

Datum: 9. April 2019 in Kläppen
 Es waren 44 Teilnehmerinnen am Start.

13.  Mona Danuser

22.  Bianca Gisler

24.  Emma Lantos

30.  Livia Tanno

36.  Lena Müller

### Big Air
| Platz | Land               | Sportlerin        |
| ----- | ------------------ | ----------------- |
| 1     | Kanada             | Sommer Gendron    |
| 2     | Deutschland        | Annika Morgan     |
| 3     | Belgien            | Evy Poppe         |
| 4     | Schweiz            | Mona Danuser      |
| 5     | Vereinigte Staaten | Courtney Rummel   |
| 6     | Schweiz            | Bianca Gisler     |
| 7     | Japan              | Hinari Asanuma    |
| 8     | Niederlande        | Melissa Peperkamp |

Datum: 13. April 2019 in Kläppen
 Es waren 38 Teilnehmerinnen am Start.

13.  Lena Müller

14.  Livia Tanno

30.  Emma Lantos

## Ergebnisse Männer

### Parallel-Slalom
| Platz | Land                | Sportler         |
| ----- | ------------------- | ---------------- |
| 1     | Ukraine             | Mykhailo Kharuk  |
| 2     | Kanada              | Michael Nazwaski |
| 3     | Kanada              | Jamie Behan      |
| 4     | Russland            | Ilia Vitugow     |
| 5     | Kanada              | Arnaud Gaudet    |
| 6     | Deutschland         | Elias Huber      |
| 7     | Vereinigte Staaten  | Cody Winters     |
| 8     | Volksrepublik China | Ban Xuefu        |

Datum: 3. April 2019 in Rogla.
 Es waren 67 Teilnehmer am Start.

11.  Jacob Meringer

13.  Dominik Burgstaller

14.  Glan Casanova

18.  Matthäus Pink

22.  Philip Falkner

25.  Yannik Angenend

28.  Amadeus Huber

32.  Kaijo Taniguchi

50.  Leandro Canal

59.  Ole-Mikkel Prantl

### Parallel-Riesenslalom
| Platz | Land                | Sportler          |
| ----- | ------------------- | ----------------- |
| 1     | Russland            | Dmitri Loginow    |
| 2     | Deutschland         | Elias Huber       |
| 3     | Russland            | Iaroslav Stepanko |
| 4     | Russland            | Ilia Vitugow      |
| 5     | Kanada              | Arnaud Gaudet     |
| 6     | Ukraine             | Mykhailo Kharuk   |
| 7     | Deutschland         | Ole-Mikkel Prantl |
| 8     | Volksrepublik China | Qin Zihan         |

Datum: 2. April 2019 in Rogla.
 Es waren 67 Teilnehmer am Start.

10.  Matthäus Pink

11.  Yannik Angenend

13.  Glan Casanova

15.  Jacob Meringer

20.  Dominik Burgstaller

34.  Kaijo Taniguchi

36.  Amadeus Huber

38.  Philip Falkner

55.  Leandro Canal

### Snowboardcross
| Platz | Land               | Sportler          |
| ----- | ------------------ | ----------------- |
| 1     | Frankreich         | Loan Bozzolo      |
| 2     | Kanada             | Éliot Grondin     |
| 3     | Südkorea           | Woo Jin           |
| 4     | Italien            | Devin Castello    |
| 5     | Österreich         | Marco Dornhofer   |
| 6     | Russland           | Daniil Donskikh   |
| 7     | Frankreich         | Benjamin Gattaz   |
| 8     | Vereinigte Staaten | Theodore McLemore |

Datum: 1. April 2019 am Reiteralm
 Es waren 70 Teilnehmer am Start.

10.  Beat Neyer-Hollenstein

11.  Mischa Stähli

12.  Valerio Jud

15.  Umito Kirchwehm

20.  Gabriel Zweifel

24.  Filip Freudenberg

28.  Noah Abdel Aziz

38.  Moritz Metzger

40.  Marius Fritsch

50.  Christian Begle

### Halfpipe
| Platz | Land                | Sportler       |
| ----- | ------------------- | -------------- |
| 1     | Japan               | Ruka Hirano    |
| 2     | Japan               | Raio Kuchisubo |
| 3     | Kanada              | Shawn Fair     |
| 4     | Vereinigte Staaten  | Jack Coyne     |
| 5     | Volksrepublik China | Fan Xiaobing   |
| 6     | Südkorea            | Lee Joon-sik   |
| 7     | Japan               | Kaishu Hirano  |
| 8     | Volksrepublik China | Wang Ziyang    |

Datum: 26. Januar 2019 in Leysin.
 Es waren 19 Teilnehmer am Start.

11.  Elias Allenspach

17.  Florian Lechner

### Slopestyle
| Platz | Land               | Sportler         |
| ----- | ------------------ | ---------------- |
| 1     | Kanada             | William Buffey   |
| 2     | Slowakei           | Samuel Jaros     |
| 3     | Japan              | Rikuto Ohashi    |
| 4     | Deutschland        | Noah Vicktor     |
| 5     | Vereinigte Staaten | Alex Atno        |
| 6     | Vereinigte Staaten | Dusty Henricksen |
| 7     | Japan              | Rikuto Watanabe  |
| 8     | Vereinigte Staaten | Jake Canter      |

Datum: 9. April 2019 in Kläppen
 Es waren 94 Teilnehmer am Start.

14.  Moritz Breu

15.  Lukas Frischhut

17.  Patrick Hofmann

29.  Nick Pünter

42.  Niklas Huber

66.  Leon Gütl

94.  Till Strohmeyer

### Big Air
| Platz | Land       | Sportler          |
| ----- | ---------- | ----------------- |
| 1     | Japan      | Ryoma Kimata      |
| 2     | Japan      | Aoto Kawakami     |
| 3     | Kanada     | William Buffey    |
| 4     | Finnland   | Valteri Kautonen  |
| 5     | Neuseeland | Mitchell Davern   |
| 6     | Japan      | Rikuto Watanabe   |
| 7     | Kanada     | Matteo Massitti   |
| 8     | Schweden   | William Mathiesen |

Datum: 13. April 2019 in Kläppen
 Es waren 86 Teilnehmer am Start.

9.  Patrick Hofmann

19.  Lukas Frischhut

32.  Nick Pünter

27.  Leon Gütl

35.  Moritz Breu

36.  Niklas Huber

50.  Noah Vicktor

77.  Till Strohmeyer

## Mixed

### Snowboardcross Team
| Platz | Land       | Sportler                          |
| ----- | ---------- | --------------------------------- |
| 1     | Frankreich | Chloé Passerat Loan Bozzolo       |
| 2     | Schweiz    | Sina Siegenthaler Gabriel Zweifel |
| 3     | Italien    | Ester Gross Filippo Ferrari       |
| 4     | Frankreich | Alexia Queyrel Benjamin Gattaz    |

Datum: 2. April 2019 am Reiteralm

### Parallel Team
| Platz | Land     | Sportler                                |
| ----- | -------- | --------------------------------------- |
| 1     | Russland | Marija Walowa Ilia Vitugow              |
| 2     | Kanada   | Kaylie Buck Arnaud Gaudet               |
| 3     | Russland | Anastassija Kurotschkina Dmitri Loginow |
| 4     | Kanada   | Alison Friebel Jamie Behan              |

Datum: 4. April 2019 in Rogla